# Прип'ять
При́п'ять (біл. Пры́пяць) — річка в Україні (у Волинській, частково в Рівненській, Київській областях) та в Білорусі. Найбільша за площею басейну, довжиною і водністю права притока Дніпра (впадає в Київське водосховище).

## Географія

Прип'ять біля міста Мозир (Білорусь)

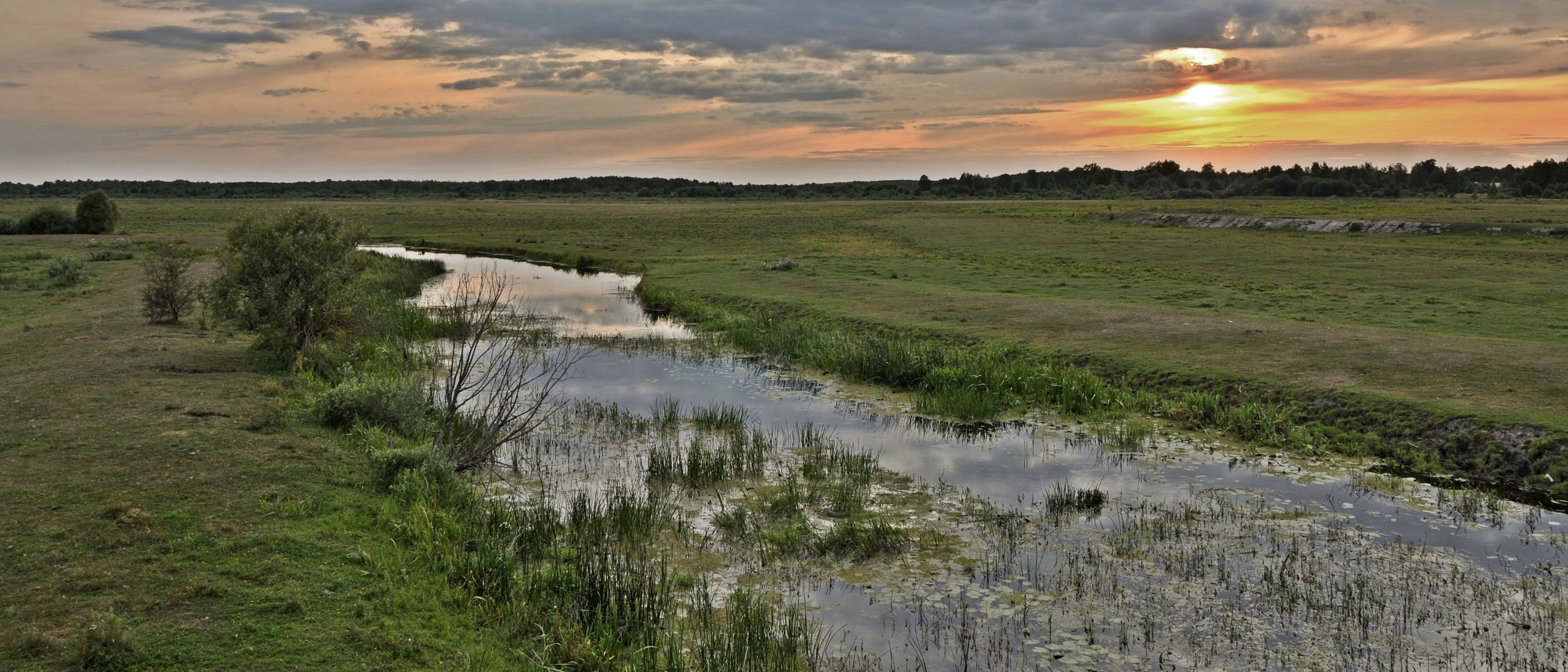
Прип'ять біля села Невір (північ Волинської області)

Довжина 775 км (на території України — 261 км), площа басейну 121000 км². Долина Прип'яті у верхів'ї виражена слабо, у пониззі чіткіша. Заплава розвинута на всій протяжності, виділяють дві надзаплавні тераси. Ширина заплави у верхній течії 2—4 км і більше; в окремі роки затоплюється на кілька місяців. У пониззі ширина заплави сягає 10—15 км. Річище у верхів'ї каналізоване; нижче — звивисте, утворює меандри, стариці, багато проток (однією з них сполучена з оз. Нобель); є піщані острови. Ширина річки у верхній течії до 40 м, у середній — 50—70 м, у пониззі 100 — переважно 250 м, при впадінні в Київське водосховище — 4—5 км. Дно піщане та піщано-мулисте. Похил річки 0,08 м/км. Живлення мішане.
Для водного режиму характерна тривала весняна повінь, короткочасна літня межень, що порушується дощовими паводками та майже щорічними осінніми підняттями рівня води. На весну припадає 60—65 % річного стоку, вода підіймається на 1—4 м, на ділянках зі звуженою заплавою — на 7 м. Пересічна витрата води в гирлу 450 м³/с. Замерзає на початку грудня, скресає наприкінці березня. Колір води визначається переважанням у басейні річки торфово-болотних ґрунтів. Судноплавна на 577 км, Дніпровсько-Бузьким каналом сполучена з р. Мухавцем (бас. Західного Бугу).

## Розташування
Бере початок поблизу с. Голядин Ковельського району Волинської області. Тече переважно Поліською низовиною на схід, у пониззі — на південний схід.

## Притоки
Сточище Прип'яті має добре розвинуту гідрографічну сітку (10,5 тис. річок та струмків). Більшість приток повністю або частково каналізовано. Правобережні притоки течуть, в основному, територією України, лівобережні — територією Білорусі.
- праві: Тенетиска, Вижівка, Турія, Стохід, Веселуха, Стир, Вибій, Горинь, Ствига, Уборть, Митва, Словечна, Жолонь, Уж.
- ліві: Піна, Ясельда, Бобрик Перший, Цна, Лань, Случ, Бобрик Другий, Птич, Тремля, Іпа, Віт, Брагінка.

## Населені пункти
На Прип'яті — міста Пінськ, Мозир (Білорусь), Прип'ять, Чорнобиль (Україна).
- 1986 року у зв'язку з аварією на Чорнобильській АЕС річка та її сточище зазнали радіоактивного забруднення; уздовж берегів Прип'яті споруджено десятки кілометрів дамб для захисту річки від радіоактивних речовин.

## Іхтіофауна
У межах Рівненської області (20 км) рибне населення річки представлене 34-ма видами риб із 9 родин і одним видом круглоротих — міногою українською (Eudontomyzon mariae Berg, 1931), яка внесена до Червоної книги України в категорії зникаючих видів. Окрім міноги, охоронний статус в іхтіофауні річки мають ялець звичайний (Leuciscus leuciscus L.), карась звичайний (Carassius carassius L.) та минь річковий (Lota  lota L.) у категорії вразливих, а також бистрянка російська (Alburnoides rossicus Berg, 1924), гольян озерний (Eupallasella percnurus Pallas, 1814), марена дніпровська (Barbus borysthenicus Dybowski, 1862) у категорії зникаючих. Здебільшого трапляються поодинокі екземпляри рідкісних видів, окрім карася звичайного, який трапляється часто. А найчисленнішими у річці є щука, плітка, краснопірка, верховка, верховодка, плоскирка, лящ, в'юн та окунь звичайний. Поодиноко трапляється інвазивний вид — головешка ротань (Perccottus glenii Dybowski, 1877).

## Етимологія назви
Назва річки походить від ст.-укр. При́петь < д.-рус. Припеть, далі від прасл. *Pri-pętь < *pri + *pęti. Початкове значення «притока». Споріднене зі словами «прип'я́ти», «припина́ти».